# Municipio de Osage (condado de Camden)
El municipio de Osage (en inglés: Osage Township) es un municipio ubicado en el condado de Camden en el estado estadounidense de Misuri. En el año 2010 tenía una población de 4945 habitantes y una densidad poblacional de 85,64 personas por km².

## Geografía
El municipio de Osage se encuentra ubicado en las coordenadas 38°6′6″N 92°42′15″O / 38.10167, -92.70417. Según la Oficina del Censo de los Estados Unidos, el municipio tiene una superficie total de 57.74 km², de la cual 44,92 km² corresponden a tierra firme y (22,2 %) 12,82 km² es agua.

## Demografía
Según el censo de 2010, había 4945 personas residiendo en el municipio de Osage. La densidad de población era de 85,64 hab./km². De los 4945 habitantes, el municipio de Osage estaba compuesto por el 94,96 % blancos, el 0,83 % eran afroamericanos, el 0,22 % eran amerindios, el 0,75 % eran asiáticos, el 2,18 % eran de otras razas y el 1,05 % eran de una mezcla de razas. Del total de la población el 4,13 % eran hispanos o latinos de cualquier raza.